# Гаврская улица

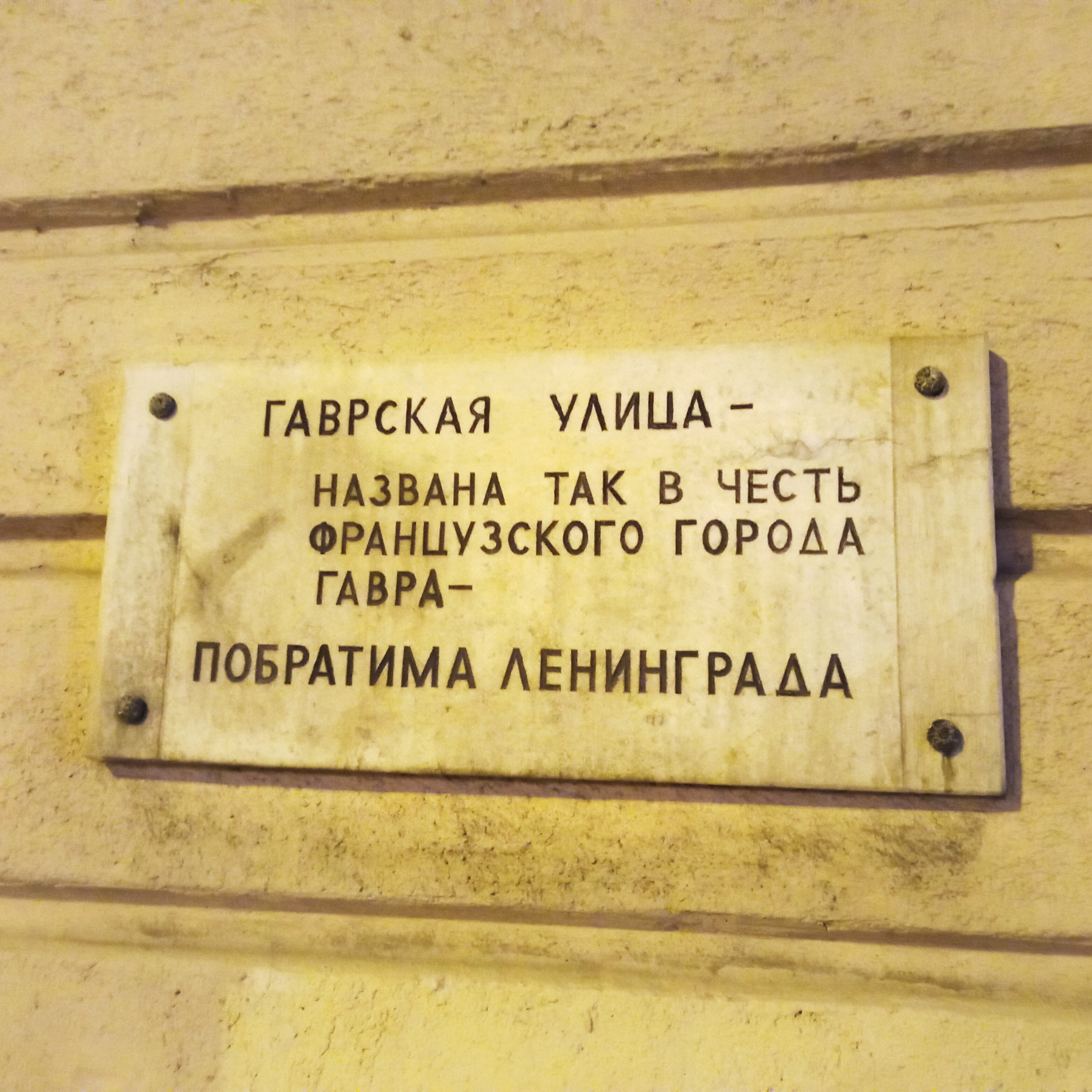
Мемориальная доска на доме № 1

Га́врская улица — улица в Выборгском районе Санкт-Петербурга. Проходит от проспекта Энгельса до проспекта Тореза. Застроена преимущественно новыми (конца XX — начала XXI вв.) домами.

## Происхождение наименования
Улица существует с конца XIX века и называлась Ильинской улицей (по фамилии домовладельца). 27 мая 1968 года она была переименована в Гаврскую улицу — в честь французского города-побратима Гавра.

## Интересные факты
- В 1968 году[уточнить] в Гавре по решению муниципального совета города бульвар д’Афлёр (называвшийся по гаврскому предместью) был переименован в Ленинградский бульвар.
- В доме 6 до своей смерти жила актриса Александра Завьялова.
- В доме 2 с 2001 по 2005 годы жил оперный певец Б. Т. Штоколов[2].
- В одном из домов по улице Гаврской жил академик А. М. Панченко[3].